# Taxiarchīs Fountas
Taxiarchīs Fountas (Ταξιάρχης Φούντας; Missolungi, 4 settembre 1995) è un calciatore greco, attaccante dell'OFI Creta.